# Alpine Linux
Alpine Linux — спеціалізований дистрибутив Лінукс для побудови мережевих шлюзів, міжмережевих екранів, VPN-серверів і VoIP-систем. Дистрибутив сформований з оглядкою на підвищену безпеку і зібраний з патчами PaX і SSP (Stack Smashing Protection). Як системна бібліотека використовується musl-libc, а як стандартні утиліти — BusyBox.
Додатковою особливістю варто відзначити те, що для досягнення «захищеності» використовуються цілком прості речі:
- свіжі (актуальні) версії ядра Linux та інших пакетів в дистрибутиві, наприклад iptables, openssl;
- накладення патчів збільшують безпеку на всі компоненти системи, крім ядра;
- досить частий релізний цикл, що підтримує актуальність дистрибутиву на високому рівні.

## Історія
Спочатку, Alpine Linux був відгалуженням проєкту LEAF. Члени LEAF хотіли продовжувати розробляти дистрибутив Linux, який міг поміститися на одній дискеті, а Alpine Linux бажали включити ще кілька важких пакунків таких як Squid і Samba, а також додаткові функції безпеки і нові ядра. Одна з початкових цілей полягала у створенні основи для більших систем; хоч він і придатний для цього, але це вже не є головною метою.

## Можливості
- Alpine використовує власну систему управління пакунками apk-tools, яка початково була колекцією shell скриптів але пізніше була переписана розробниками на C. Alpine включає в себе такі пакунки як GNOME, Xfce, Firefox і інші. Однак, деякі пакунки, такі як KDE, поки ще не портовані.
- За замовчуванням, Alpine Linux запускається в режимі завантаження в оперативну пам'ять.
- Захист: PaX і grsec включені за замовчуванням в ядро Alpine Linux, що допомагає захиститись від експлойтів схожих на vmsplice () local root exploit. Також всі пакети скомпільовані з захистом від переповнення стека аби запобігти ефектам переповнення буфера.
- Базова система Alpine Linux вміщається у 4-5 MB (включаючи ядро)
- C standard library: Alpine Linux використовує musl замість традиційної glibc. Незважаючи на легку вагу, у нього є істотний недолік бінарної несумісності з glibc. Таким чином, все програмне забезпечення скомпільовано з використанням uClibc для коректної роботи.